# Janis Kiakos
Janis Kiakos (gr. Γιάννης Κιάκος; ur. 14 lutego 1998 w Bambergu) – grecki piłkarz grający na pozycji lewego obrońcy lub defensywnego pomocnika. Wychowanek FSV Erlangen-Bruck. Karierę seniorską rozpoczął w drugiej drużynie Würzburger Kickers, a następnie grał w klubach: SpVgg Bayreuth, AS Meteora, Panionios GSS, Wolos NPS, AO Ionikos, PAS Janina oraz Wisła Kraków.

## Życie prywatne
Jego ojciec Konstandinos „Con” Kiakos, również był piłkarzem. Całą zawodową piłkarską karierę spędził w Australii, gdzie w sezonie 1984 został mistrzem Australii z drużyną South Melbourne FC. Po zakończeniu kariery zawodniczej przeniósł się do Niemiec, gdzie grał w amatorskiej lidze, w klubie TSV Hirschaid. 